# Пісковське міське поселення
Піско́вське міське поселення (рос. Песковское городское поселение) — адміністративна одиниця у складі Омутнінського району Кіровської області Росії. Адміністративний центр поселення — селище міського типу Пісковка.

## Історія
Станом на 2002 рік на території сучасного поселення існували такі адміністративні одиниці:
- смт Пісковка (смт Пісковка, селище Котчиха, присілок Волокові)

Поселення було утворене згідно із законом Кіровської області від 7 грудня 2004 року № 284-ЗО у рамках муніципальної реформи.

## Населення
Населення поселення становить 5859 осіб (2017; 5938 у 2016, 6056 у 2015, 6180 у 2014, 6297 у 2013, 6397 у 2012, 6619 у 2010, 7608 у 2002).

## Склад
До складу поселення входять 3 населених пункти:
| Населений пункт                | Населення, осіб (2002) | Населення, осіб (2010) |
| ------------------------------ | ---------------------- | ---------------------- |
| Волокові, присілок             | 8                      | 6                      |
| Котчиха, селище                | 643                    | 1889                   |
| Пісковка, селище міського типу | 6957                   | 4724                   |